# VisualAudio

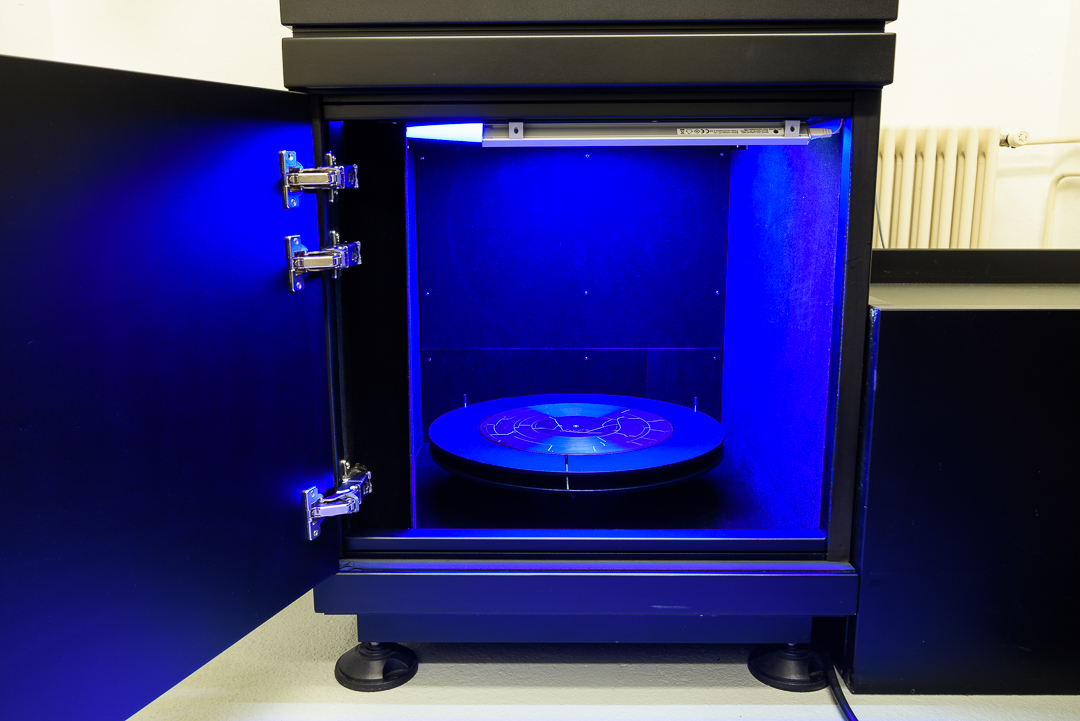
VisualAudio

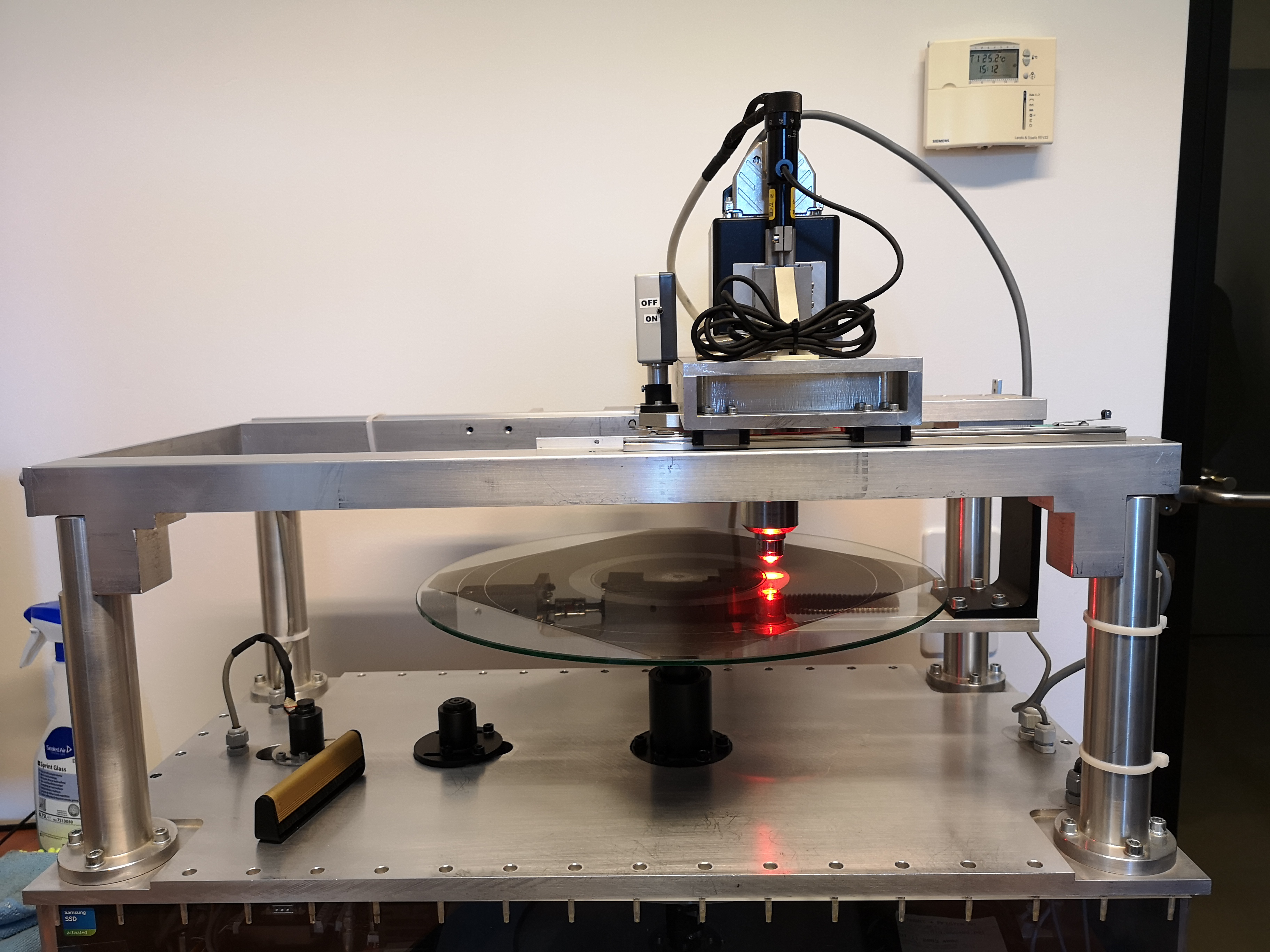
VisualAudio in Funktion

Das VisualAudio ist eine Maschine zur Digitalisierung von analogem Audio. Die aus Vinyl bestehenden Schallplatten werden abgetastet. Dabei wird die Struktur in visuelle Zeichen überführt. Ton wird mit photographischer Technik visualisiert und auf Film übertragen. Von beiden Seiten der Schallplatte wird ein hochauflösendes Bild erzeugt. Die Digitalisierung erfolgt durch einen zirkular rotierenden Scanner. Verschiedene Algorithmen werden eingesetzt, um den Ton zu rekonstruieren. Ziel ist es, Audio für die nächsten Generationen festzuhalten. In der Nationalphonothek der Schweiz wird es zur Rettung alter Schallplatten eingesetzt.

## Funktionsweise
Das Audioformat wird in visuelle Signale überführt. Mithilfe der visuellen Oberfläche lassen sich fehlende Signale rekonstruieren.

## Geschichte und Entwicklung
Die Idee und Entwicklung ging von dem Ingenieur Stefano S. Cavaglieri aus und wurde in Kooperation mit der Hochschule für Technik und Architektur Fribourg realisiert. Es wurde speziell für die Nationalphonothek, das Tonarchiv der Schweiz, hergestellt.

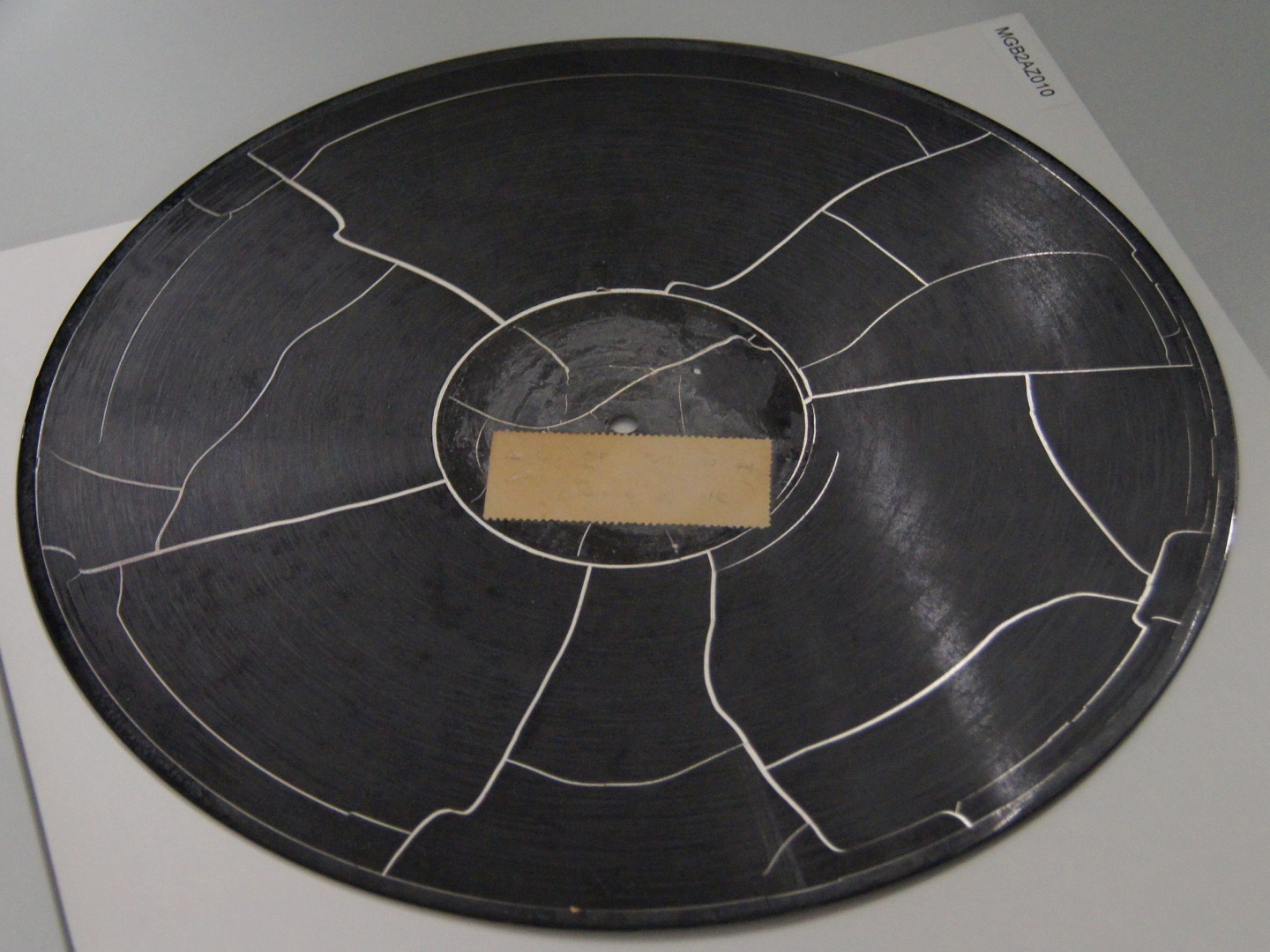
Geklebte Acetat-Platte
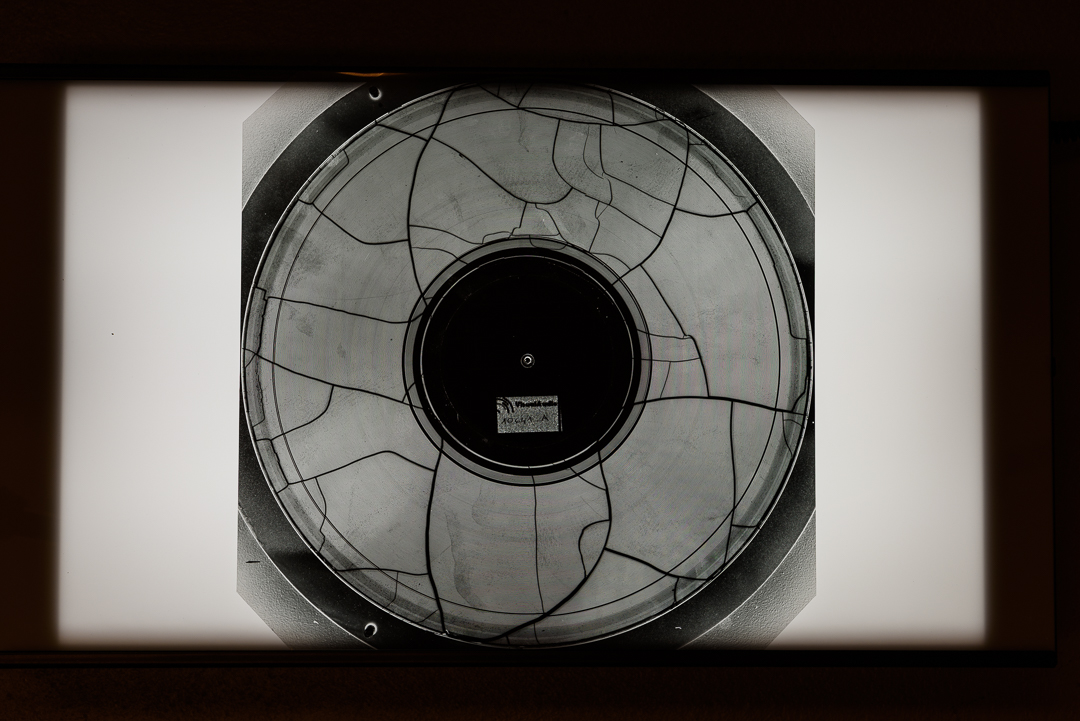
Verfilmte Acetat-Platte
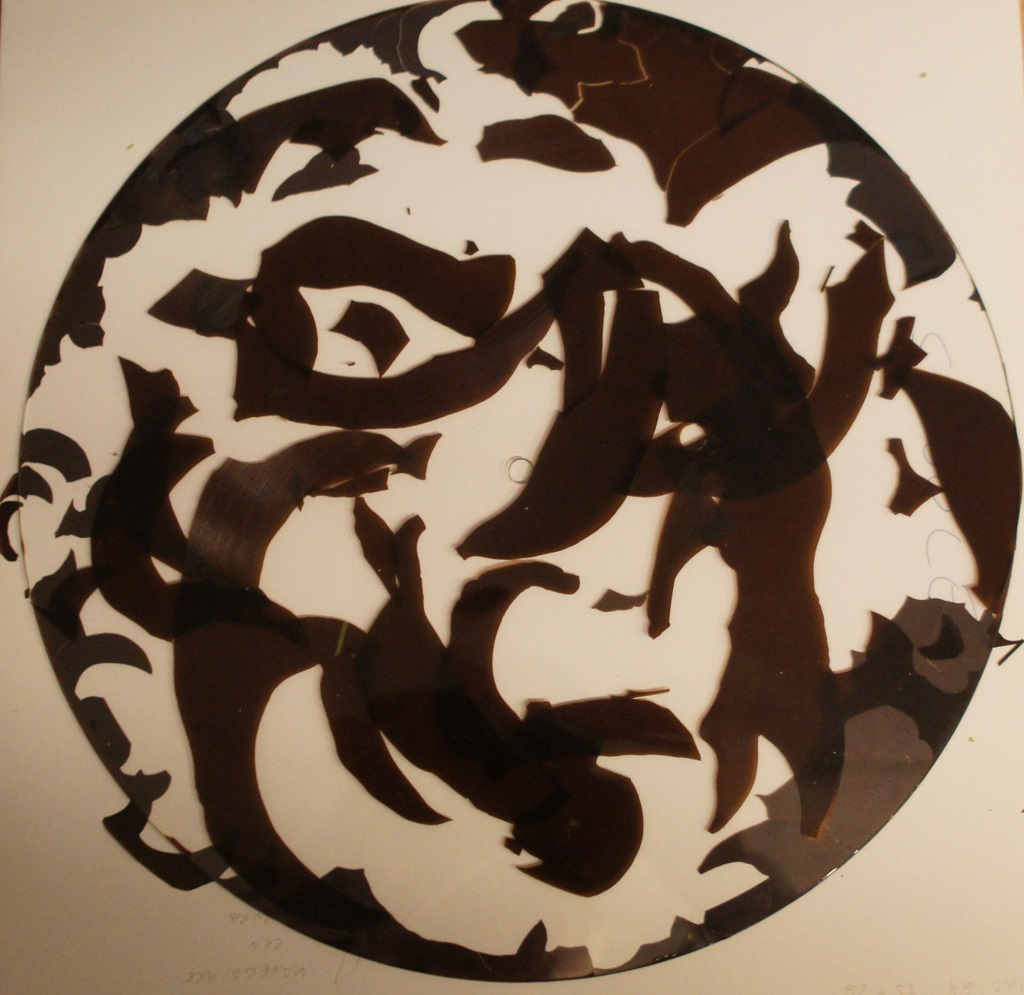
Irreparable Acetat-Platte